# Cnemoplites edulis
Cnemoplites edulis là một loài bọ cánh cứng trong họ Cerambycidae.